# Clusiodes discostylus
Clusiodes discostylus är en tvåvingeart som beskrevs av Masahiro Sueyoshi 2006. Clusiodes discostylus ingår i släktet Clusiodes och familjen träflugor. Inga underarter finns listade i Catalogue of Life.